# Smederevostadion
Het Smederevostadion (Servisch: Стадион ФК Смедерево) is een multifunctioneel stadion in Smederevo, een stad in Servië. Ook wel bekend onder de naam Tvrđava. De voetbalclub FK Smederevo 1924 gebruikt dit stadion voor de thuiswedstrijden. Er kunnen 17.200 toeschouwers in het stadion. Het stadion heette eerst Stadion Sartid. Het werd gerenoveerd in 1996, 1998, 1999, 2000 en 2004.
Het werd ook gebruikt voor drie groepswedstrijden op het Europees kampioenschap voetbal mannen onder 17 van 2011.

## Interlands
| Voetbalinterlands | Voetbalinterlands | Voetbalinterlands      | Voetbalinterlands | Voetbalinterlands | Voetbalinterlands |
| №                 | Datum             | Wedstrijd              | Uitslag           | Competitie        | Toeschouwers      |
| ----------------- | ----------------- | ---------------------- | ----------------- | ----------------- | ----------------- |
| 1                 | 17 april 2002     | Joegoslavië – Litouwen | 4–1               | Vriendschappelijk | 15.000            |